# Harry Rée
Harry Alfred Rée (15 octobre 1914 - 17 mai 1991) est un spécialiste britannique en éducation et, pendant la Seconde Guerre mondiale, un agent du service secret britannique Special Operations Executive qui a été envoyé en France pour aider la résistance.

## Biographie

### Premières années
Il est le fils du Dr Alfred Rée, chimiste qui descend d’une illustre famille danoise juive et de Lavinia Dimmick, une Américaine arrière-petite-fille d’Eleuthère Irénée du Pont de Nemours.
Il est éduqué à la Shrewsbury School et à l'Université de Cambridge puis en 1936-1937, étudie à l’Institut d'Éducation et à l’Université de Londres. Il devient professeur de langue à la Grammar School de Bradford et à la Beckenham and Penge County School.
En 1940, il épouse Hetty Vine. Cette année-là, il rejoint le Special Operations Executive (SOE), est nommé Capitaine et reçoit le nom de guerre « César ».

### Mission secrète en France
Le 15 avril 1943, il est parachuté en France sur les collines de Sarrouilles (près de Tarbes) en même temps qu'Amédée Maingard. L'arrivée des deux hommes est coordonnée par Maurice Southgate. Après un cafouillage à l'arrivée, ils sont confiés à Édouard Teyseyre, membre du réseau HO-HO (vraisemblablement par Jacqueline Nearne, permanente locale). Ils sont cachés au café Chez Édouard, place du Foirail, à Tarbes, pendant plus d'une semaine. 
Maurice Southgate le transfère au réseau Headmaster, centré sur Clermont-Ferrand et qui s'intéresse aux usines Michelin. Harry Rée repart par le train vers Belfort, chargé d'une valise assez lourde qui lui aura été discrètement remise à la gare de Tarbes par Louis Teyseyre, fils d'Édouard. Il devient l'assistant de Brian Rafferty, chargé de développer les contacts à Dijon et dans le pays de Montbéliard.
Le 17 mai, Brian Rafferty est arrêté. Le réseau Headmaster est alors dissous. Le 19, chargés de venir établir le réseau Acrobat, John Starr « Bob », chef du réseau, et John Young « Gabriel », son opérateur radio, sont parachutés à Blye (Jura, près de Lons-le-Saunier), au centre de leur zone d'action allant de Dijon et Besançon au nord jusqu'à Bellegarde au sud. Harry Rée est alors transféré à Acrobat. 
Mais les manières arrogantes de John Starr ne lui plaisant pas et le réseau Acrobat lui paraissant peu sûr, il est heureux d'être envoyé en mission solitaire à Belfort.
En juin, Diana Rowden arrive comme courrier d'Acrobat. Elle est déposée par un Lysander dans la nuit du 16 au 17. Le 16 juillet John Starr est arrêté à Dijon. Harry Rée est placé à la tête du réseau, qui prend son nom de Stockbroker autour de Belfort, avec Diana Rowden comme courrier. Il fait savoir qu'il n’est pas favorable aux bombardements de la RAF en France, estimant qu’ils tendent à retourner l’opinion publique française contre les Alliés. Il suggère que des agents du SOE organisent sur le terrain des sabotages efficaces d’usines.
Le 5 novembre, il organise avec succès le sabotage de l’usine Peugeot de Sochaux, qui travaille pour les Allemands (tourelles de chars, équipements de moteurs). Pour cela, il convainc le directeur local qu’il pourrait éviter de nouveaux bombardements (imprécis et coûteux en vies humaines) en sabotant ses usines lui-même. L'usine sera arrêtée trois mois. Le 15, il organise une attaque-leurre contre des compresseurs et des transformateurs à Sochaux pour détourner les soupçons. Les Allemands cherchent à le capturer. Il échappe à un groupe de la Feldgendarmerie qui lui tire quatre fois dessus, et il doit nager dans une rivière traversant une forêt des environs. Il parvient à s’échapper en Suisse et à conserver des contacts avec son organisation.
Il est remplacé en mai 1944 par un officier américain, Ernest Floege, et retourne en Grande-Bretagne, où il est affecté à l'état-major des FFI.
En 1946, il joue dans le film Now it Can be Told (ou School for Danger), produit par une unité cinématographique de la RAF, qui raconte les activités du SOE en France.

### Carrière de spécialiste en éducation
Après la guerre, Rée devient directeur de la Grammar School pour garçons de Watford. Il est le premier professeur des études d’éducation à l’Université de York de 1963 à 1974. Il prône l’éducation par les comprehensive schools. Il est un membre actif de la Société pour la Promotion de la Réforme de l’Éducation et du Programme pour la Réforme de l’Éducation Secondaire.
Il quitte l’université en 1974 et part à la Woodberry Down Comprehensive School de Hackney où il devient un professeur ordinaire. Il prend sa retraite en 1980 mais continue à prôner l'établissement de liens étroits entre les écoles de la Communauté européenne et l’abrogation de l’Education Act de 1988. 
Il meurt le 17 mai 1991.

## Identités
- État civil : Harry Alfred Rée
- Comme agent du SOE :
  - Nom de guerre (field name) : « César »
  - Code opérationnel SOE : STOCKBROKER (en français AGENT DE CHANGE)
  - Fausses identités : 1. — Henri Rehmann, cultivateur, né le 15 octobre 1915 à Thuilley-aux-Groseilles, dom. 32 rue des Salines, Lons-le-Saulnier ; 1,82 m, cheveux chat. clair, yeux bleus. 2. — Jules Schneider, né le 15 octobre 1915 à Massevaux (Haut-Rhin), dom. Annecy, etc.

Parcours militaire : unité : SOE, section F ; grade : captain.

## Famille
- Son père : Dr Alfred Rée, chimiste qui descend d’une illustre famille danoise juive.
- Sa mère : Lavinia Dimmick, une Américaine arrière-petite-fille d’Eleuthère Irénée du Pont de Nemours
- Sa femme : Hetty, fille de Mr Eardley Vine de Beaconsfield

## Reconnaissance

### Décorations
- Royaume-Uni : Ordre du Service distingué (DSO) ; Officier de l'Ordre de l'Empire britannique (OBE).
- France : Chevalier de la Légion d'honneur (LH) ; Croix de guerre 1939-1945 (CG).

### Plaque
- Une plaque commémorative est apposée sur l'ancien Poste de Commandement du Captain Harry Rée, chef du réseau STOCBROKER, 2 bis rue Pierre Denfert Rochereau, 90000, Belfort ; inauguration le 27 mai 2016.

## Œuvres
- Extraordinary: The Life and Achievements of Henry Morris, Longman, 1973.
- The Henry Morris Collection, Cambridge University Press, 1984[3].